# Marta Cavalli
Marta Cavalli (Cremona, 18 maart 1998) is een Italiaanse wielrenster die sinds 2025 voor Team dsm-firmenich PostNL rijdt.
Zij is zowel actief is op de baan als op de weg en werd in 2018 Italiaans kampioene op de weg. In 2019 won ze op de Europese Spelen de ploegenachtervolging en werd ze tweede op de achtervolging, later dat jaar won ze het Europees kampioenschap derny.

## Palmares

### Baan
| Jaar    | IK            | EK                                                    | WK                | Overige                                                 |
| ------- | ------------- | ----------------------------------------------------- | ----------------- | ------------------------------------------------------- |
| Junior  |               |                                                       |                   |                                                         |
| 2015    |               | Ploegenachtervolging                                  |                   |                                                         |
| 2016    | Achtervolging |                                                       |                   |                                                         |
| Belofte |               |                                                       |                   |                                                         |
| 2017    |               | Ploegenachtervolging                                  |                   |                                                         |
| 2018    |               | Ploegenachtervolging · Achtervolging · 4e Koppelkoers |                   |                                                         |
| 2019    |               | Ploegenachtervolging · 4e Achtervolging               |                   |                                                         |
| 2020    |               | Ploegenachtervolging                                  |                   |                                                         |
| Elite   |               |                                                       |                   |                                                         |
| 2018    | Koppelkoers   | Ploegenachtervolging                                  |                   |                                                         |
| 2019    |               | Derny                                                 |                   | Europese Spelen: · Ploegenachtervolging · Achtervolging |
| 2020    |               |                                                       | 19e Achtervolging |                                                         |

### Weg
2018
 Italiaans kampioene op de weg
2019
2e Brabantse Pijl
1e etappe Giro delle Marche
2021
 Europees kampioenschap gemengde ploegenestafette
2022
Amstel Gold Race
Waalse Pijl
Mont Ventoux Dénivelé Challenge
2023
2e etappe Ronde van de Pyreneeën
Eindklassement Ronde van de Pyreneeën
5e etappe Tour de l'Ardèche
Eind- en bergklassement Tour de l'Ardèche

#### Uitslagen in voornaamste wedstrijden
| Jaar | Ronde van Italië | Ronde van Frankrijk | Ronde van Spanje |
| ---- | ---------------- | ------------------- | ---------------- |
| 2017 |                  |                     |                  |
| 2018 |                  |                     |                  |
| 2019 |                  |                     |                  |
| 2020 |                  |                     |                  |
| 2021 |                  |                     |                  |
| 2022 |                  |                     |                  |
| 2023 |                  |                     |                  |
| 2024 |                  |                     |                  |
| 2025 | opgave           |                     |                  |

| Jaar | Milaan-San Remo | Gent-Wevelgem | Ronde van Vlaanderen | Parijs-Roubaix | Amstel Gold Race | Luik-Bast.‑Luik | Strade Bianche | Brabantse Pijl | Waalse Pijl |  | WK op de weg |
| ---- | --------------- | ------------- | -------------------- | -------------- | ---------------- | --------------- | -------------- | -------------- | ----------- |  | ------------ |
| 2017 |                 |               |                      |                |                  |                 | opgave         |                |             |  |              |
| 2018 |                 | opgave        | opgave               |                | opgave           |                 | buit.tijd      | 65e            |             |  |              |
| 2019 |                 | 10e           | 11e                  |                | 33e              | 27e             | 40e            | ↑              | 30e         |  |              |
| 2020 |                 | 5e            | 10e                  |                |                  | 18e             | opgave         |                | 17e         |  | 33e          |
| 2021 |                 | 26e           | 6e                   | 9e             | 83e              | 14e             | 8e             |                |             |  | 20e          |
| 2022 |                 | 41e           | 27e                  | 5e             | ↑                | 6e              |                |                | ↑           |  |              |
| 2023 |                 |               |                      |                | opgave           | 23e             |                | 25e            |             |  |              |
| 2024 |                 |               |                      |                |                  | 71e             |                |                | 9e          |  |              |
| 2025 | 13e             |               | 82e                  |                | 37e              |                 | 36e            |                |             |  |              |

## Ploegen
- 2017 –  Valcar PBM
- 2018 –  Valcar PBM
- 2019 –  Valcar-Cylance
- 2020 –  Valcar-Travel & Service
- 2021 –  FDJ Nouvelle-Aquitaine Futuroscope
- 2022 –  FDJ-Suez-Futuroscope
- 2023 –  FDJ-Suez
- 2024 –  FDJ-Suez
- 2025 –  Team dsm-firmenich PostNL

Borgli · Cavalli · Chapman · Duval · Fahlin · Grossetête · Guilman · Kitchen · Le Net · Muzic · Uttrup Ludwig · Wiel
Borgli · Brown · Cavalli · Chapman · Copponi · Duval · Fahlin · Grossetête · Guazzini · Guilman · Le Net · Muzic · Uttrup Ludwig · Wiel
Adegeest · Borgli · Brown · Cavalli · Copponi · Duval · Fahlin · Grossetête · Guazzini · Guilman · Le Net · Muzic · Uttrup Ludwig · Verhulst · Wiel
Adegeest · Brown   · Buysman · Cavalli · Curinier · Demay · Duval · Guazzini · Kraak · Le Net · Molengraaf · Muzic · Uttrup Ludwig · Verhulst · Vigilia · Wiel
Bader · Barale · Barbieri · Cavalli · Ciabocco · Georgi · Heremans · Jastrab · Koch · Kool · Londoño · Nelson · Peperkamp · Roldan · Smith · Storrie · Uijen · Vinke